# Persone di nome Werner
| Questa pagina contiene informazioni ricavate automaticamente dalle voci biografiche con l'ausilio del template Bio e di un bot. L'aggiornamento è periodico e automatico e ricostruisce completamente la pagina. Se manca una persona in questa lista, sei pregato di non aggiungerla, ma accertati piuttosto che la sua voce biografica contenga il template Bio e che i dati anagrafici siano correttamente compilati. Se il template Bio manca, inseriscilo tu stesso o, in alternativa, metti l'avviso {{tmp\|Bio}} che ne segnala la mancanza. Se i dati riportati sono sbagliati, correggi direttamente la voce biografica; le modifiche saranno visibili in questa lista entro pochi giorni. Per chiarimenti vedi il progetto antroponimi. La lista contiene solo le 219 persone che sono citate nell'enciclopedia e per le quali è stato implementato correttamente il template Bio. Pagina aggiornata al 22 giu 2025. |

Questa è una lista di persone presenti nell'enciclopedia che hanno il nome Werner, suddivise per attività principale.

## Allenatori di calcio(7)
- Werner Bickelhaupt, allenatore di calcio tedesco (Ober-Ramstadt, n. 1939)
- Werner Biskup, allenatore di calcio e calciatore tedesco (Bottrop, n. 1942 - Quakenbrück, † 2014)
- Werner Grabherr, allenatore di calcio e ex calciatore austriaco (n. 1985)
- Werner Gregoritsch, allenatore di calcio e ex calciatore austriaco (Graz, n. 1958)
- Werner Lička, allenatore di calcio e ex calciatore cecoslovacco (Hlučín, n. 1954)
- Werner Liebrich, allenatore di calcio e calciatore tedesco (Kaiserslautern, n. 1927 - Kaiserslautern, † 1995)
- Werner Schley, allenatore di calcio e calciatore svizzero (Basilea, n. 1935 - Maiorca, † 2007)

## Allenatori di sci alpino(1)
- Werner Franz, allenatore di sci alpino e ex sciatore alpino austriaco (Villaco, n. 1972)

## Anatomisti(1)
- Werner Spalteholz, anatomista tedesco (Dresda, n. 1861 - Lipsia, † 1940)

## Arabisti(1)
- Werner Caskel, arabista e storico tedesco (Danzica, n. 1896 - Colonia, † 1970)

## Archeologi(1)
- Werner Johannowsky, archeologo italiano (Napoli, n. 1925 - Napoli, † 2010)

## Architetti(4)
- Werner Düttmann, architetto, urbanista e pittore tedesco (Berlino, n. 1921 - Berlino Ovest, † 1983)
- Werner Hegemann, architetto e urbanista tedesco (Mannheim, n. 1881 - New York, † 1936)
- Werner Max Moser, architetto e designer svizzero (Karlsruhe, n. 1896 - Zurigo, † 1970)
- Werner Tscholl, architetto italiano (Laces, n. 1955)

## Arcivescovi cattolici(1)
- Werner Thissen, arcivescovo cattolico tedesco (Kleve, n. 1938 - Amburgo, † 2025)

## Astronomi(1)
- Werner Landgraf, astronomo tedesco (Magonza, n. 1959)

## Attori(12)
- Werner Asam, attore, regista e sceneggiatore tedesco (Mallersdorf, n. 1944)
- Werner Coetser, attore sudafricano (n. 1988)
- Werner Dissel, attore e regista tedesco (Colonia, n. 1912 - Potsdam, † 2003)
- Werner Hinz, attore e doppiatore tedesco (Berlino, n. 1903 - Amburgo, † 1985)
- Werner Klemperer, attore tedesco (Colonia, n. 1920 - New York, † 2000)
- Werner Krauss, attore tedesco (Sonnefeld, n. 1884 - Vienna, † 1959)
- Werner Kreindl, attore austriaco (Wels, n. 1927 - Wagrain, † 1992)
- Werner Peters, attore tedesco (Werlitzsch, n. 1918 - Wiesbaden, † 1971)
- Werner Pochath, attore austriaco (Vienna, n. 1939 - Kempfenhausen, † 1993)
- Werner Schnitzer, attore tedesco (Donauwörth, n. 1942)
- Werner Schünemann, attore brasiliano (Porto Alegre, n. 1959)
- Werner Stocker, attore tedesco (Flintsbach am Inn, n. 1955 - Starnberg, † 1993)

## Aviatori(2)
- Werner Roell, aviatore e militare tedesco (Ailly-sur-Noye, n. 1914 - Salenstein, † 2008)
- Werner Voss, aviatore tedesco (Krefeld, n. 1897 - Cielo di Frezenberg, † 1917)

## Biblisti(1)
- Werner Kümmel, biblista tedesco (Heidelberg, n. 1905 - Mainz, † 1995)

## Biologi(1)
- Werner Arber, biologo svizzero (Gränichen, n. 1929)

## Bobbisti(6)
- Werner Camichel, bobbista svizzero (Zuoz, n. 1945 - Samedan, † 2006)
- Werner Delle Karth, ex bobbista austriaco (Innsbruck, n. 1941)
- Werner Spring, bobbista svizzero (n. 1917 - Zugo, † 1959)
- Werner Stocker, bobbista svizzero (n. 1961)
- Werner Windhaus, bobbista tedesco
- Werner Zahn, bobbista tedesco (Wiesloch, n. 1890 - Wolfenbüttel, † 1971)

## Botanici(2)
- Werner Rodolfo Greuter, botanico svizzero (Genova, n. 1938)
- Werner Rothmaler, botanico tedesco (Sangerhausen, n. 1908 - Lipsia, † 1962)

## Cabarettisti(1)
- Werner Finck, cabarettista, attore e scrittore tedesco (Görlitz, n. 1902 - Monaco di Baviera, † 1978)

## Calciatori(29)
- Werner Baßler, calciatore tedesco (Trippstadt, n. 1921 - † 1989)
- Werner Drews, ex calciatore tedesco orientale (n. 1940)
- Werner Eilitz, calciatore tedesco orientale (Lipsia, n. 1923 - Dessau, † 1995)
- Werner Emser, calciatore tedesco (n. 1920 - † 2004)
- Werner Friese, calciatore e allenatore di calcio tedesco orientale (Dresda, n. 1946 - † 2016)
- Werner Görts, ex calciatore tedesco (Wuppertal, n. 1942)
- Werner Heine, calciatore tedesco orientale (Roßleben, n. 1935 - † 2022)
- Werner Klaas, calciatore tedesco (Lennestadt, n. 1914 - † 1945)
- Werner Kohlmeyer, calciatore tedesco occidentale (Kaiserslautern, n. 1924 - Magonza, † 1974)
- Werner Krämer, calciatore tedesco (Duisburg, n. 1940 - Duisburg, † 2010)
- Werner Kuhnt, calciatore tedesco (n. 1893 - † 1970)
- Werner Kummer, calciatore svizzero (Zuchwill, n. 1886)
- Werner Leimgruber, calciatore svizzero (Basilea, n. 1934 - Basilea, † 2025)
- Werner Lihsa, ex calciatore tedesco orientale (n. 1943)
- Werner Linß, calciatore tedesco orientale (n. 1937 - † 2012)
- Werner Lorant, calciatore e allenatore di calcio tedesco (Welver, n. 1948 - Wasserburg am Inn, † 2025)
- Werner Nilsen, calciatore e allenatore di calcio norvegese (Skien, n. 1904 - St. Louis, † 1992)
- Werner Olk, ex calciatore e allenatore di calcio tedesco (Ostróda, n. 1938)
- Werner Otto, calciatore tedesco (n. 1929 - † 2025)
- Werner Peter, ex calciatore tedesco orientale (Sandersdorf, n. 1950)
- Werner Prauss, calciatore tedesco (n. 1933 - † 2013)
- Werner Roth, ex calciatore statunitense (Lubiana, n. 1948)
- Werner Schaaphok, ex calciatore olandese (Berlino, n. 1941)
- Werner Schulz, calciatore tedesco (Swakopmund, n. 1917 - † 1967)
- Werner Unger, calciatore tedesco orientale (Strehla, n. 1931 - † 2002)
- Werner Weist, calciatore tedesco (Dortmund, n. 1949 - Dortmund, † 2019)
- Werner Welzel, calciatore tedesco orientale (Dessau, n. 1923 - † 2001)
- Werner Widmayer, calciatore tedesco (Kiel, n. 1909 - † 1942)
- Werner Zehnder, calciatore e allenatore di calcio svizzero (n. 1924 - † 2011)

## Cantanti(2)
- Will Ferdy, cantante e cabarettista belga (Gand, n. 1927 - Anversa, † 2022)
- Werner von Trapp, cantante austriaco (Zell am See, n. 1915 - Waitsfield, † 2007)

## Cavalieri(1)
- Werner Stuber, cavaliere svizzero (n. 1900 - Adelboden, † 1957)

## Cestisti(2)
- Werner Lamade, ex cestista tedesco (n. 1937)
- Werner Linde, ex cestista lettone (Poznań, n. 1944)

## Chimici(1)
- Werner Emmanuel Bachmann, chimico statunitense (Detroit, n. 1901 - † 1951)

## Chirurghi(1)
- Werner Körte, chirurgo tedesco (Berlino, n. 1853 - Berlino, † 1937)

## Ciclisti su strada(3)
- Werner Buchwalder, ciclista su strada svizzero (Kleinlützel, n. 1914 - Dornach, † 1987)
- Werner Riebenbauer, ex ciclista su strada e pistard austriaco (Vienna, n. 1974)
- Werner Stutz, ex ciclista su strada e pistard svizzero (Sarmenstorf, n. 1962)

## Compositori(5)
- Werner Egk, compositore tedesco (Donauwörth, n. 1901 - Inning, † 1983)
- Werner Eisbrenner, compositore, pianista e arrangiatore tedesco (Berlino, n. 1908 - Berlino, † 1981)
- Werner Fabricius, compositore e organista tedesco (Itzehoe, n. 1633 - Lipsia, † 1679)
- Werner Richard Heymann, compositore tedesco (Königsberg, n. 1896 - Monaco di Baviera, † 1961)
- Kai Warner, compositore e direttore d'orchestra tedesco (Brema, n. 1926 - Amburgo, † 1982)

## Compositori di scacchi(1)
- Werner Speckmann, compositore di scacchi tedesco (Dortmund, n. 1913 - Hamm, † 2001)

## Critici letterari(1)
- Werner Hamacher, critico letterario e filosofo tedesco (n. 1948 - Francoforte sul Meno, † 2017)

## Designer(1)
- Werner Aisslinger, designer tedesco (Nördlingen, n. 1964)

## Dirigenti d'azienda(1)
- Werner Abegg, dirigente d'azienda, mecenate e collezionista d'arte svizzero (Zurigo, n. 1903 - Berna, † 1984)

## Dirigenti sportivi(2)
- Werner Kiem, dirigente sportivo e ex biatleta italiano (Bolzano, n. 1962)
- Werner Margreiter, dirigente sportivo, allenatore di sci alpino e ex sciatore alpino austriaco (Wörgl, n. 1954)

## Discoboli(2)
- Werner Reiterer, ex discobolo e pesista australiano (n. 1968)
- Werner Visser, discobolo e pesista sudafricano (n. 1998)

## Economisti(2)
- Werner Bormann, economista e esperantista tedesco (Berlino, n. 1931 - Amburgo, † 2013)
- Werner Sombart, economista e sociologo tedesco (Ermsleben, n. 1863 - Berlino, † 1941)

## Esploratori(1)
- Werner Munzinger, esploratore e diplomatico svizzero (Olten, n. 1832 - Lago Assal, † 1875)

## Filologi(2)
- Werner Jaeger, filologo classico e grecista tedesco (Lobberich, n. 1888 - Cambridge, † 1961)
- Werner Krauss, filologo tedesco (Stoccarda, n. 1900 - Berlino, † 1976)

## Filosofi(1)
- Werner Beierwaltes, filosofo tedesco (Klingenberg am Main, n. 1931 - Wuerzburg, † 2019)

## Fisici(4)
- Werner Döring, fisico tedesco (Berlino, n. 1911 - Malente, † 2006)
- Werner Karl Heisenberg, fisico tedesco (Würzburg, n. 1901 - Monaco di Baviera, † 1976)
- Werner Israel, fisico canadese (Berlino, n. 1931 - Victoria, † 2022)
- Werner Meyer-Eppler, fisico belga (Anversa, n. 1913 - Bonn, † 1960)

## Fotografi(4)
- Werner Bischof, fotografo svizzero (Zurigo, n. 1916 - Trujillo, † 1954)
- Werner Branz, fotografo austriaco (Lustenau, n. 1955)
- Rudolf Breslauer, fotografo tedesco (Lipsia, n. 1903 - Campo di sterminio di Auschwitz, † 1945)
- Serge Stauffer, fotografo e artista svizzero (Lucerna, n. 1929 - Zurigo, † 1989)

## Fumettisti(1)
- Werner Maresta, fumettista italiano (Genova, n. 1975)

## Funzionari(1)
- Werner Naumann, funzionario e politico tedesco (Góra, n. 1909 - Lüdenscheid, † 1982)

## Generali(13)
- Werner von Blomberg, generale e politico tedesco (Stargard, n. 1878 - Norimberga, † 1946)
- Werner von Erdmannsdorff, generale tedesco (Bautzen, n. 1891 - Lubiana, † 1945)
- Werner Friebe, generale tedesco (Droschkau, n. 1897 - Stoccarda, † 1962)
- Werner von Fritsch, generale tedesco (Benrath, n. 1880 - Varsavia, † 1939)
- Werner von Gilsa, generale e ginnasta tedesco (Berlino, n. 1889 - Leitmeritz, † 1945)
- Werner Hühner, generale tedesco (Helmerkamp, n. 1886 - Plön, † 1966)
- Werner Junck, generale e aviatore tedesco (Magdeburgo, n. 1895 - Monaco di Baviera, † 1976)
- Werner Kempf, generale tedesco (Königsberg, n. 1886 - Bad Harzburg, † 1964)
- Werner Kreipe, generale tedesco (Hannover, n. 1904 - Badenweiler, † 1967)
- Werner Lorenz, generale tedesco (Grünhof, n. 1891 - Amburgo, † 1974)
- Werner Marcks, generale tedesco (Magdeburgo, n. 1896 - Wedel, † 1967)
- Werner Mummert, generale tedesco (Lüttewitz, n. 1897 - Šuja, † 1950)
- Werner Ostendorff, generale tedesco (Königsberg, n. 1903 - Bad Aussee, † 1945)

## Geografi(1)
- Werner Bätzing, geografo tedesco (Kassel, n. 1949)

## Giocatori di football americano(2)
- Werner Hippler, ex giocatore di football americano e attore tedesco (Colonia, n. 1970)
- Giovanni Manu, giocatore di football americano tongano (Tonga, n. 2001)

## Giornalisti(2)
- Werner Rügemer, giornalista e scrittore tedesco (Amberg, n. 1941)
- Werner Veigel, giornalista e conduttore televisivo tedesco (L'Aia, n. 1928 - Amburgo, † 1995)

## Hockeisti su ghiaccio(1)
- Werner Lohrer, hockeista su ghiaccio svizzero (Arosa, n. 1917 - Arosa, † 1991)

## Hockeisti su prato(1)
- Werner Delmes, hockeista su prato tedesco (Colonia, n. 1930 - Colonia, † 2022)

## Informatici(1)
- Werner Koch, programmatore e informatico tedesco (Düsseldorf, n. 1961)

## Ingegneri(3)
- Werner Buchholz, ingegnere tedesco (Detmold, n. 1922 - Poughkeepsie, † 2019)
- Werner Liebknecht, ingegnere tedesco (Waltershausen, n. 1905)
- Werner Sobek, ingegnere e architetto tedesco (Aalen, n. 1953)

## Linguisti(1)
- Werner Forner, linguista e filologo tedesco (Bensberg, n. 1946)

## Lottatori(1)
- Werner Seelenbinder, lottatore tedesco (Stettino, n. 1904 - Brandeburgo sulla Havel, † 1944)

## Matematici(2)
- Werner Boy, matematico tedesco (Barmen, n. 1879 - † 1914)
- Werner H. Greub, matematico svizzero (Feldkirch, n. 1925 - Vorarlberg, † 1991)

## Medici(3)
- Werner Forssmann, medico tedesco (Berlino, n. 1904 - Schopfheim, † 1979)
- Werner Haase, medico e militare tedesco (Köthen, n. 1900 - Mosca, † 1950)
- Werner Rolfinck, medico, scienziato e botanico tedesco (n. 1599 - † 1673)

## Mezzofondisti(3)
- Werner Girke, ex mezzofondista tedesco (Grabik, n. 1940)
- Werner Lueg, mezzofondista tedesco (Bielefeld, n. 1931 - Gehrden, † 2014)
- Werner Schildhauer, ex mezzofondista tedesco (Dessau, n. 1959)

## Militari(9)
- Werner Baumbach, militare e aviatore tedesco (Cloppenburg, n. 1916 - La Plata, † 1953)
- Werner von Bülow, militare tedesco (Körchow, n. 1898 - Taganrog, † 1943)
- Werner Grothmann, militare tedesco (Francoforte sul Meno, n. 1915 - † 2002)
- Werner von Haeften, militare tedesco (Berlino, n. 1908 - Berlino, † 1944)
- Werner Mölders, militare e aviatore tedesco (Gelsenkirchen, n. 1913 - Breslavia, † 1941)
- Werner Pötschke, militare tedesco (Bruxelles, n. 1914 - Veszprém, † 1945)
- Werner Scholl, militare tedesco (Forchtenberg, n. 1922 - Mahilëŭ, † 1944)
- Werner Schrader, ufficiale tedesco (Rottorf, n. 1895 - Zossen, † 1944)
- Werner Teske, ufficiale tedesco (Berlino, n. 1942 - Lipsia, † 1981)

## Modelli(1)
- Werner Schreyer, modello e attore austriaco (Vienna, n. 1970)

## Multiplisti(1)
- Werner von Moltke, multiplista tedesco (Mühlhausen, n. 1936 - Nieder-Olm, † 2019)

## Nobili(2)
- Werner III d'Asburgo, nobile tedesco (Roma, † 1167)
- Werner von Breithausen, nobile tedesco

## Nuotatori(1)
- Werner Lampe, ex nuotatore tedesco (Hannover, n. 1954)

## Paleontologi(1)
- Werner Janensch, paleontologo e geologo tedesco (Herzberg, n. 1878 - Berlino, † 1969)

## Pallanuotisti(1)
- Werner Obschernikat, ex pallanuotista tedesco (Duisburg, n. 1955)

## Pattinatori artistici su ghiaccio(1)
- Werner Rittberger, pattinatore artistico su ghiaccio e allenatore di pattinaggio su ghiaccio tedesco (Berlino, n. 1891 - Krefeld, † 1975)

## Pentatleti(2)
- Werner Schmid, pentatleta svizzero (n. 1919 - Baden, † 2005)
- Werner Vetterli, pentatleta svizzero (Stäfa, n. 1929 - Zurigo, † 2008)

## Pesisti(1)
- Werner Günthör, ex pesista svizzero (Uttwil, n. 1961)

## Piloti motociclistici(2)
- Werner Haas, pilota motociclistico tedesco (Augusta, n. 1927 - Neuburg an der Donau, † 1956)
- Werner Schwärzel, pilota motociclistico tedesco (Lahr/Schwarzwald, n. 1948)

## Pistard(2)
- Werner Otto, ex pistard tedesco (Dresda, n. 1948)
- Werner Potzernheim, pistard tedesco (Amburgo, n. 1927 - Hemmingen, † 2014)

## Pittori(4)
- Werner Otto Leuenberger, pittore svizzero (Berna, n. 1932 - Berna, † 2009)
- Werner Peiner, pittore tedesco (Düsseldorf, n. 1897 - Leichlingen, † 1984)
- Werner Schreib, pittore tedesco (Berlino, n. 1925 - Lorsch, † 1969)
- Werner Tübke, pittore tedesco (Schönebeck, n. 1929 - Lipsia, † 2004)

## Politici(5)
- Werner VIII von Alvensleben, politico prussiano (Eichenbarleben, n. 1802 - Potsdam, † 1877)
- Werner von Alvensleben-Neugattersleben, politico prussiano (Neugattersleben, n. 1840 - Neugattersleben, † 1929)
- Werner Faymann, politico austriaco (Vienna, n. 1960)
- Werner Kogler, politico austriaco (Hartberg, n. 1961)
- Werner von Rheinbaben, politico, diplomatico e giornalista tedesco (Schmiedeberg im Riesengebirge, n. 1878 - Losone, † 1975)

## Psichiatri(1)
- Werner Heyde, psichiatra tedesco (Forst, n. 1902 - Butzbach, † 1964)

## Registi(7)
- Werner Herzog, regista, sceneggiatore e produttore cinematografico tedesco (Monaco di Baviera, n. 1942)
- Werner Hochbaum, regista, sceneggiatore e produttore cinematografico tedesco (Kiel, n. 1899 - Potsdam, † 1946)
- Werner Jacobs, regista, sceneggiatore e montatore tedesco (Berlino, n. 1909 - Monaco di Baviera, † 1999)
- Werner Klingler, regista e attore tedesco (Stoccarda, n. 1903 - Berlino, † 1972)
- Werner Masten, regista, sceneggiatore e produttore cinematografico italiano (Merano, n. 1950 - Merano, † 2023)
- Werner Nekes, regista e sceneggiatore tedesco (Erfurt, n. 1944 - Mülheim an der Ruhr, † 2017)
- Werner Schroeter, regista, sceneggiatore e montatore tedesco (Georgenthal, n. 1945 - Kassel, † 2010)

## Rugbisti a 15(2)
- Werner Greeff, ex rugbista a 15 sudafricano (Bellville, n. 1977)
- Werner Swanepoel, ex rugbista a 15 sudafricano (Bloemfontein, n. 1973)

## Saltatori con gli sci(3)
- Werner Haim, ex saltatore con gli sci austriaco (n. 1968)
- Werner Rathmayr, ex saltatore con gli sci austriaco (Linz, n. 1972)
- Werner Schuster, saltatore con gli sci austriaco (n. 1969)

## Sciatori alpini(7)
- Werner Bleiner, ex sciatore alpino austriaco (Tschagguns, n. 1946)
- Werner Grissmann, ex sciatore alpino e pilota di rally austriaco (Lienz, n. 1952)
- Werner Heel, ex sciatore alpino italiano (Merano, n. 1982)
- Werner Marti, ex sciatore alpino svizzero (n. 1962)
- Werner Mattle, ex sciatore alpino svizzero (Oberriet, n. 1949)
- Werner Perathoner, ex sciatore alpino italiano (Bressanone, n. 1967)
- Werner Spörri, ex sciatore alpino svizzero (n. 1959)

## Scrittori(4)
- Werner Bergengruen, scrittore tedesco (Riga, n. 1892 - Baden-Baden, † 1964)
- Werner Keller, scrittore e saggista tedesco (Nutha, n. 1909 - Ascona, † 1980)
- Werner Schwab, scrittore e drammaturgo austriaco (Graz, n. 1958 - Graz, † 1994)
- Werner von der Schulenburg, scrittore tedesco (Pinneberg, n. 1881 - Caslano, † 1958)

## Slittinisti(1)
- Werner Sele, ex slittinista liechtensteinese (Triesenberg, n. 1951)

## Sollevatori(2)
- Werner Dittrich, sollevatore tedesco (Reichenau in Sachsen, n. 1937)
- Werner Schraut, sollevatore tedesco occidentale (Groß-Umstadt, n. 1951 - Groß-Zimmern, † 2018)

## Storici(3)
- Werner Buchholz, storico tedesco (Berlino, n. 1948)
- Werner Eck, storico e epigrafista tedesco (Norimberga, n. 1939)
- Werner Kaegi, storico svizzero (Oetwil am See, n. 1901 - Basilea, † 1979)

## Storici dell'arte(2)
- Werner Haftmann, storico dell'arte tedesco (Glowno, n. 1912 - Gmund am Tegernsee, † 1999)
- Werner Kloos, storico dell'arte e scrittore tedesco (Friedberg, n. 1909 - Brema, † 1990)

## Tennistavolisti(1)
- Werner Schlager, tennistavolista austriaco (Wiener Neustadt, n. 1972)

## Tennisti(2)
- Werner Eschauer, ex tennista austriaco (Hollenstein an der Ybbs, n. 1974)
- Werner Zirngibl, ex tennista tedesco (Monaco di Baviera, n. 1956)

## Tenori(1)
- Werner Alberti, tenore, pedagogo e attore cinematografico tedesco (Gnesen, n. 1861 - Berlino, † 1934)

## Tiratori a segno(1)
- Werner Seibold, tiratore a segno tedesco (Tegernsee, n. 1948 - Bad Wiessee, † 2012)

## Velisti(1)
- Werner Fischer, velista austriaco (Bregenz, n. 1940 - Bregenz, † 2011)

## Vescovi cattolici(2)
- Werner I d'Asburgo, vescovo cattolico (Costantinopoli, † 1028)
- Werner di Steußlingen, vescovo cattolico tedesco († 1151)

## Senza attività specificata(2)
- Werner II d'Asburgo, conte austriaco († 1096)
- Werner von Orseln, tedesco († 1330)